# Torfbahn Gladkoje
| Torfbahn Gladkoje                     | Torfbahn Gladkoje   |
| ------------------------------------- | ------------------- |
| Streckenverlauf der Torfbahn Gladkoje |                     |
| Streckenlänge:                        | 7 km                |
| Spurweite:                            | 750 mm (Schmalspur) |
|                                       |                     |

Die Torfbahn Gladkoje (russisch Узкоколейная железная дорога торфопредприятия «Гладкое», transkr. Uskokoleinaja schelesnaja doroga torfopredprijatija „Gladkoje“, transl. Uzkokolejnaja železnaja doroga torfopredprijatija „Gladkoe“) ist eine Schmalspurbahn bei der Siedlung Gladkoje im Rajon Tosnenski in der Oblast Leningrad in Russland, gut 10 km nördlich der Stadt Tosno.

## Geschichte
Die zu ihrer Blütezeit mehr als 11 km lange Torfeisenbahn, von der heute noch 7 km in Betrieb sind, wurde 1970 in Betrieb genommen. 2016 wurden Reparaturen an den Gleisen durchgeführt. Die Schmalspurbahn hat eine Spurweite von 750 mm und wird hauptsächlich für den Torftransport und die Beförderung von Arbeitern genutzt. Sie ist ganzjährig in Betrieb.

## Fahrzeuge

### Lokomotiven
- Diesellok der SŽD-Baureihe ТУ8 – № 0073
- Diesellok der Baureihe ESU2A – № 411, 531, 883, 907, 1018

### Weitere Fahrzeuge
Als weitere Fahrzeuge stehen TSV6A-Torfloren sowie mehrere offene und geschlossene Güterwagen, PV40-Personenwagen, Kesselwagen, Schüttgutwagen für den Schottertransport beim Gleisbau sowie ein PSHS1-Schneepflug № 168 zur Verfügung.